# 羅茲角
羅茲角（英語：Rhodes Head），是南極洲的海岬，位於維多利亞地的斯科特海岸，處於艾森豪山脈東南面，美國地質調查局根據測量和美國海軍拍攝的空中照片繪入地圖，現時由南極條約體系管理。